# Кончагуїта
Кончагуїта (ісп. Conchagüita) — острів та вулкан на сході Сальвадору в затоці Фонсека. Висота вулкана — 505 м.

## Історія
Острів був заселений з доісторичних часів. Тут виявлені наскельні малюнки та артефакти епохи палеоліту. На початку 16 століття на острові поселились іспанці. Населення на острові було до 1940 року. Тут проживали переважно рибалки.
У жовтні 1892 року землетрус викликав великий зсув на вулкані. Утворилася хмара попелу, яка вважалася ознакою нового виверження. Проте дослідники Смітсонівського інституту довели, що реальною причиною задимлення був зсув.
Острів тривалий час був предметом територіальної суперечки між Гондурасом, Сальвадором та Нікарагуа, поки в 1992 році міжнародний суд не визнав остаточно право за Сальвадором.